# Persone di nome Abdoulaye
| Questa pagina contiene informazioni ricavate automaticamente dalle voci biografiche con l'ausilio del template Bio e di un bot. L'aggiornamento è periodico e automatico e ricostruisce completamente la pagina. Se manca una persona in questa lista, sei pregato di non aggiungerla, ma accertati piuttosto che la sua voce biografica contenga il template Bio e che i dati anagrafici siano correttamente compilati. Se il template Bio manca, inseriscilo tu stesso o, in alternativa, metti l'avviso {{tmp\|Bio}} che ne segnala la mancanza. Se i dati riportati sono sbagliati, correggi direttamente la voce biografica; le modifiche saranno visibili in questa lista entro pochi giorni. Per chiarimenti vedi il progetto antroponimi. La lista contiene solo le 52 persone che sono citate nell'enciclopedia e per le quali è stato implementato correttamente il template Bio. Pagina aggiornata al 16 ott 2024. |

Questa è una lista di persone presenti nell'enciclopedia che hanno il prenome Abdoulaye, suddivise per attività principale.

## Allenatori di calcio(1)
- Abdoulaye Sarr, allenatore di calcio e ex calciatore senegalese (n. 1951)

## Calciatori(38)
- Abdoulaye Ba, calciatore senegalese (Saint-Louis, n. 1991)
- Abdoulaye Baldé, calciatore francese (Parigi, n. 1986)
- Abdoulaye Bamba, calciatore ivoriano (Abidjan, n. 1990)
- Abdoulaye Camara, ex calciatore maliano (Bamako, n. 1980)
- Abdoulaye Cissoko, calciatore francese (Les Ulis, n. 1999)
- Abdoulaye Cissé, calciatore guineano (Conakry, n. 1996)
- Abdoulaye Cissé, ex calciatore burkinabé (Adzopé, n. 1983)
- Abdoulaye Demba, ex calciatore maliano (Anversa, n. 1976)
- Abdoulaye Diaby, calciatore maliano (n. 2000)
- Abdoulaye Diagne-Faye, ex calciatore senegalese (Dakar, n. 1978)
- Abdoulaye Diakhaté, calciatore senegalese (Guédiawaye, n. 1988)
- Abdoulaye Diakité, ex calciatore maliano (n. 1977)
- Abdoulaye Diallo, ex calciatore senegalese (Dakar, n. 1963)
- Abdoulaye Diallo, calciatore francese (Reims, n. 1992)
- Abdoulaye Diallo, calciatore senegalese (Kabrousse, n. 1992)
- Abdoulaye Diallo, calciatore senegalese (Dakar, n. 1996)
- Sadio Diallo, calciatore guineano (Conakry, n. 1990)
- Abdoulaye Djire, ex calciatore ivoriano (Abidjan, n. 1981)
- Abdoulaye Doucouré, calciatore francese (Meulan-en-Yvelines, n. 1993)
- Abdoulaye Gaye, calciatore mauritano (Nouakchott, n. 1991)
- Abdoulaye Keita, calciatore maliano (Bamako, n. 1994)
- Jules Keita, calciatore guineano (Conakry, n. 1998)
- Abdoulaye Maïga, calciatore maliano (Bamako, n. 1988)
- Abdoulaye Mbaye, ex calciatore senegalese (Dakar, n. 1973)
- Abdoulaye Méïté, ex calciatore ivoriano (Parigi, n. 1980)
- Abdoulaye Ndiaye, calciatore senegalese (Boune, n. 2002)
- Abdoulaye Ousmane, calciatore francese (Maubeuge, n. 2000)
- Abdoulaye Samaké, calciatore maliano (n. 1987)
- Abdoulaye Sané, calciatore senegalese (Diouloulou, n. 1992)
- Abdoulaye Seck, calciatore senegalese (M'Bour, n. 1992)
- Abdoulaye Sissako, calciatore francese (Clichy, n. 1998)
- Abdoulaye Sissoko, calciatore maliano (n. 1992)
- Abdoulaye Soulama, calciatore burkinabé (Ouagadougou, n. 1979 - † 2017)
- Abdoulaye Kapi Sylla, ex calciatore guineano (Kindia, n. 1982)
- Abdoulaye Sylla, calciatore guineano (Conakry, n. 2000)
- Abdoulaye Touré, calciatore guineano (Nantes, n. 1994)
- Abdoulaye Traoré, ex calciatore ivoriano (Abidjan, n. 1967)
- Abdou Traoré, calciatore maliano (Bamako, n. 1988)

## Cestisti(5)
- Abdoulaye Loum, cestista francese (Mont-de-Marsan, n. 1991)
- Abdoulaye M'Baye, cestista francese (Berck, n. 1988)
- Abdoulaye Seye Moreau, cestista, arbitro di pallacanestro e dirigente sportivo senegalese (Louga, n. 1929 - Dakar, † 2020)
- Abdoulaye N'Doye, cestista francese (Dunkerque, n. 1998)
- Abdoulaye Sy, cestista guineano (Conakry, n. 1995)

## Mezzofondisti(1)
- Abdoulaye Wagne, mezzofondista senegalese (Diourbel, n. 1981)

## Politici(2)
- Abdoulaye Bathily, politico senegalese (Tuabou, n. 1947)
- Abdoulaye Wade, politico senegalese (Kébémer, n. 1926)

## Rapper(1)
- Oxmo Puccino, rapper francese (Segou, n. 1974)

## Registi(1)
- Abdoulaye Diallo, regista burkinabé

## Scrittori(1)
- Pap Khouma, scrittore e giornalista senegalese (Dakar, n. 1957)

## Scultori(1)
- Abdoulaye Armin Kane, scultore, pittore e animatore senegalese (Dakar, n. 1965)

## Velocisti(1)
- Abdoulaye Seye, velocista senegalese (Saint-Louis, n. 1934 - Thiès, † 2011)